# デモンパラサイト
デモンパラサイトは2006年7月にグループSNEが制作した変身ダークヒーロー物のテーブルトークRPG (TRPG) である。著者は北沢慶。

## 概要
現代日本を舞台に、“悪魔寄生体（デモンパラサイト）”と呼ばれる寄生生物をその身に宿し、異形の姿に変身できる人間や動物「マイト」となり、理性を失った悪魔寄生体（ヴィシャス）たちが引き起こす事件を解決する。
近年の現代もののTRPGのジャンルでありがちな「スタイリッシュさ」へのアンチテーゼとして作られた部分が強いゲームで、「野蛮に、そして豪快に暴れ回る」ことができるようになっているのが魅力になっている。他にも、バケモノのような外見への変身、「異常なまでの食欲」がルール化されていることなど、非常な泥臭ささがあえて強調されているゲームになっている。
また、犬、猫、ハムスターなどの動物をPCとして使用できることも他のゲームではあまり見られない特徴になっており、サプリメントを使えば牛や豚などの家畜もPCにできる。
2010年に全ての展開が終了したが、本作のゲームシステムと世界観は続編シリーズ『パラサイトブラッド』に引き継がれている。

### 変身ダークヒーローとは
『デモンパラサイト』のジャンルは「変身ダークヒーローTRPG」となっている。
デモンパラサイトは、本来忌むべき存在である「悪魔憑き」たちが、怪人のような恐ろしい姿に変貌し、人間社会を守るために同胞の「悪魔憑き」たちを倒す物語になっている。

## システム

### キャラクターメイキング
『デモンパラサイト』のPCのおおまかなスタイルは「共生生物」と「職業」によって決定される。
PCは自分に寄生している共生生物のタイプを一つ決定する。これがキャラクタークラスに相当し、選んだ共生生物によって得られる特殊能力が変わる。特殊能力は変身しなくても使用することが出来るが、街中や人前での能力の使用には大きな社会的リスクが伴う。
共生生物以外にも職業を決定する必要があり、これは職業の選択によって動物になることもできる。職業はPCの技能や経済力を決定する。

### 行為判定
行為判定は、上方判定に属する。六面体ダイスを複数（通常は2つ、変身中は3つ以上振ることも可能）振った出目に能力値（または技能に応じた数値）を加えたものを達成値とする。判定に使用したダイスのうち6の目が出たものが2つ以上あれば達成値に関わらず判定が必ず成功し、1の目が2つ以上あれば判定が必ず失敗する。6の目と1の目の両方が二つ以上ある場合は失敗の結果が優先される。

### 衝動と暴走
『デモンパラサイト』の最も特徴的なルールが「衝動と暴走」である。
PCは衝動値というものが設定されており、これが高くなればなるほど、そのPCは理性を共生生物に食われて本能の衝動が強く表面に出ていることになる。全てのPCは任意のタイミングで衝動値を上昇させることで行為判定の振りなおしや特殊能力の使用ができるようになる。
この衝動値が一定量たまるたびに、PCは衝動に負けてわけのわからない破壊行動をしてしまう。PCがどのような奇異行動を行うかは、サイコロと表を使用してランダムに決定される。
衝動値が限界を超えて溜まったとき、そのPCは「暴走」する。暴走したPCは恐ろしいまでの超人的な力を発揮できるようになるが、「自我」と呼ばれるポイントを一点失う。暴走を繰り返してこの自我が全て失われたとき、そのPCは人間性を失った悪魔憑き「ヴィシャス」となり以後はNPCとなる。

### 食事
『デモンパラサイト』は食事がとても重要なルールとして設定されている。食欲は人間の本能的な欲求であり、それを満足させることで衝動値が下がるのだ。そのため、正義の悪魔憑き「マイト」たちは、ゲーム中に溜まっていった悪への衝動を、大量の食事を取ることで解消する（悪魔憑きは無限の胃袋を持ち例外なく大食漢である）。
ゲーム的には食事は金を払って購入する。食事に金をかければかけるほど、衝動が下がりやすくなっている。

極端な話だが、1万円する高級幕の内弁当でも、1万円分の駄菓子でも効果は変わらないということになる。
また、共生生物の驚異的な代謝能力により、PCは食事をとるだけでHPが回復する。骨折も内臓破裂も胃袋が満足すれば完治するのである。

### 地形を利用した攻撃
『デモンパラサイト』では、悪魔憑きとしての怪力を利用して電柱をひっこぬいて振り回したり、車をなげつけて攻撃したりできる。これらの地形を利用した攻撃は誰でも行え、その行動はキャラクターの身体の能力値が高いほど有利になる。
このような攻撃はとても野蛮で原始的だが、ゲーム中最強の攻撃力を誇り、共生生物の特殊能力以上に役立つ状況も多い。なお、2007年2月現在で、データ化されている最強の地形攻撃は「ビルを破壊して周囲に瓦礫を撒き散らす」である。
地形を利用した攻撃は『デモンパラサイト』の「現代を舞台に野蛮で豪快なアクションを行う」というコンセプトを如実に表したもの。

## 世界設定
ゲームの基本的な舞台は現代日本となる。基本ルールブックでは舞台のサンプルとして架空の地方都市「大友市」が設定されている。
『デモンパラサイト』の世界では悪魔憑きの存在は一般には公表されておらず、表面的には現実の日本となんら変わらない世界になっている。

### 悪魔憑き
悪魔憑きとは、謎の共生生物に取り付かれてしまった人（および動物）のことである。この共生生物は近年に存在が確認された完全なUMAであり、その解明にはいたっていない。寄生経路も謎であり、悪魔憑きの多くは普通に日常生活を送っていくうち、気づかぬうちに共生生物に寄生されていたというケースがほとんどである。
この寄生体にとりつかれた者は悪魔のような恐ろしい外見に変身する能力を得て、その姿にふさわしいバケモノじみた力を得ることができる。また、闘争への衝動が強化され、その力を使いたい、力を振るって暴れたいと願うようになる。その戦う様子がまさに悪魔に憑かれたように見えることから、この寄生生物にとりつかれた者たちを「悪魔憑き」と呼ぶようになったのである。
悪魔憑きのうち、人間としての理性を保てている者たちを「マイト」と呼び、共生生物によって与えられた「力」に溺れ、欲望のまま、衝動のままに暴れるようになった者たちを「ヴィシャス」と呼ぶ。プレイヤーキャラクターは基本的にはマイトとなる。

### セラフィム
「セラフィム」は、望まぬ形で悪魔憑きになり、当然のように人間社会から危険視されている彼らの人権を守るために作られたNGO（ボランティア団体）。
本能の衝動に負けて欲望のままに法を犯す悪魔憑きたちを探し出し、彼らを保護して治療することを目的とした団体である。悪魔憑きの共生生物は多くの謎に包まれているが、彼らを治療する方法が一つだけある。それは、別の悪魔憑きの共生生物が、相手の悪魔憑きの共生生物を食べることである。共生生物が食べられた場合、宿主となっていた者は解放される。
「セラフィム」は犯罪を犯すヴィシャスを保護し治療する（手遅れならば排除する）ために、同じ悪魔憑きであるマイトたちの力を借りている。プレイヤーキャラクター (PC) は基本的にこのセラフィムの協力者の立場となる。

### 須佐山学園
大友市にある須佐山の中腹に作られた広大な学園都市。小学校から大学までが内包されており、住宅や商業施設なども整っていて、外部から切り離されたある種の閉鎖都市でもある。
学生の総数は約5000人だが、そのうち500人 (1/10) が悪魔憑きという特殊な学園で（意図的にここに集められている）、悪魔憑きによる事件が多発している。それに対応するために悪魔憑き事件を解決するための生徒会などもつくられている。

### ヘルオンアース
危険な悪魔憑きを人間社会から隔離するために、悪魔憑きに関わる4つの企業が共同して作り出した島。日本近海にあるがその存在は公的には知られていない。いわば、悪魔憑きのためだけに作られたコミュニティである。
悪魔憑きがその正体を隠すことなく暮らせる場所ではあるが、日本の法律による人権の保護が存在しない無法の島なため、「犯罪者の楽園」などとも呼ばれている。

## 共生生物一覧
共生生物ごとに変身後のおおまかな姿も決まる。多くは衣服を破って変身するので変身から戻ったときの対処を考える必要もある。共生生物の名称のほとんどは実在する武器・防具名からとられている。
クレイモア
人間PCのみが選択可能。熱や炎を操る共生生物。白兵戦闘系。
変身後は硬化した皮膚や突起物を生やした、悪魔的な姿となる。変身による衣服の影響は全損。
名前の由来はスコットランドのハイランダーが用いていた両手剣、クレイモア。
ヴォージェ
人間PCのみが選択可能。剛力を与える共生生物。
変身後は巨大な獣人の姿になる。変身による衣服の影響は全損。
名前の由来はスイス製の斧槍、ヴォージェ（ブージ）。
ブリガンダイン
人間PCのみが選択可能。冷気や氷を操る共生生物。防御能力が高い。
変身後は外骨格を纏った姿になる。変身による衣服の影響は体液により濡れるだけですむ。
名前の由来は裏地に金属を用いた鎧、ブリガンダイン。
ファランクス
人間PCのみが選択可能。風を操る共生生物。宿主は精密作業に強くなる。
変身後は四肢の一部のみが武器のように変質する。変身による衣服の損傷は袖口が破れる程度。
名前の由来は古代ギリシアの密集戦闘陣形、ファランクス。
ショーテル
動物PCのみが選択可能。幻覚を操る共生生物。
変身後は人間の姿になる。変身に伴い服も作り出される。動物専用なので衣服の破損はない。
名前の由来はS字型の刀身を持つエチオピアの刀剣、ショーテル。
カラドボルグ
電撃を操る共生生物。遠距離攻撃を得意とする。
変身後は複眼を持つ蟲のような姿になる。変身による衣服の損傷は袖口が破れる程度。
名前の由来はケルト神話の魔剣、カラドボルグ。共生生物には珍しく架空の武器名を由来とする。
モリオン
光を操る共生生物。癒しの能力を持つ。
変身後は流麗な外骨格に前身が纏われ、翼が生える（天使のイメージ）。変身による衣服の損傷は袖口が破れる程度。
名前の由来はフランス製の鉄兜、モリオン。
ウォーコイト
磁力や他人を操る共生生物。感情や記憶を操作する特殊能力を持つ。
変身後は昆虫のような姿になる。変身による衣服の損傷は袖口が破れる程度。
名前の由来は金属製の投げ輪。ウォーコイトよりチャクラムの名の方が知名度が高い。
アルバレスト
『上級ルールブック』に収録。
人間PCのみが選択可能。ブリガンダインの亜種。射撃戦闘を得意とする共生生物。風を操り空を翔けることもできる。
変身後の姿はスタイリッシュな騎士のような姿。変身による衣服の損傷は体液により濡れるのみ。
名前の由来は弓の弦に鉄を使った大型のクロスボウ、アーバレスト。
バルディッシュ
『上級ルールブック』に収録。
動物PCのみが選択可能。肉弾戦に強く電撃も操る。
変身後は剛毛や外骨格に覆われて巨大化する。動物専用なので衣服の破損はない。
名前の由来は三日月状の刃を持つ長柄の斧、バルディッシュ。
ドラグーン
『ディアボロス・スクールガイド』に収録。
自身の戦闘力を高める汎用・戦闘特化タイプ。
変身後の姿は竜やキメラ、グリフォンのような幻獣の姿をとる。変身による衣服の影響は全損。
名前の由来は銃火器を装備した騎兵の通称である竜騎兵。
ヴァンブレイス
『ディアボロス・プリズン』に収録。
人間PCのみが選択可能。味方への戦闘補助や自身による攻撃を行う。
変身後の姿は全身が甲虫の外殻装甲に覆われ、甲虫の角を持つ。また肩部が盾に変化する。変身による衣服の影響は肩部分まで破れる。
名前の由来はプレートアーマーの一部で前腕部の保護に用いる部品であるヴァンブレイス。
ガントレット
『ディアボロス・リバース』に収録。
人間PCのみが選択可能。ファランクスの亜種。格闘攻撃型。因果律に干渉を行い、幸運を呼び込む。
変身後の姿は全身の皮膚が硬化し、いたるところに角状の突起物が生える。変身による衣服の影響は突起によって破けるため破損（身を覆うのには十分な程度）。
名前の由来は籠手。
アネラス
キネティックノベル『悪魔のような天使の彼女』に特典として収録。
モリオンの亜種。磁力と衝撃波を操る共生生物。
変身後は翼と角が生える（悪魔のイメージ）。変身による衣服の影響は背中部分が破けて破損（身を覆うのには十分な程度）。
名前の由来はイタリア製のブロードソード、アネラス。
グラディウス
『ディアボロス・ユニオン』に収録。
人間PCのみが選択可能。クレイモアの亜種。攻防のバランスに優れる格闘戦タイプ。
変身後は鋼鉄のような外装に覆われ、全身が炎に包まれる。変身による衣服の影響は全損。
名前の由来は古代ローマの刃の短い剣、グラディウス。
クレインクイン
『ディアボロス・ユニオン』に収録。
ブリガンダインの亜種。巨大な装甲と強力な射撃武器を有する遠距離戦闘タイプ。
変身後は外骨格を纏った姿になる。変身による衣服の損傷は体液により濡れるのみ。
名前の由来は巻き上げ機構の付いた大型のクロスボウ、クレインクイン。
フランベルジュ
『ディアボロス・ユニオン』に収録。
カラドボルクの亜種。炎、電撃、磁力など、さまざまな特殊能力を使って戦闘を行う超能力者タイプ。
変身後はスリムな外骨格を纏った姿になり、部分的に突起が生える。変身による衣服の影響は部分的に破損。
名前の由来は刀身が波打っている剣、フランベルジュ。
エキドナ
『ディアボロス・エボリューション』に収録。
人間PCのみが選択可能。全ての悪魔寄生体のオリジナルであり、悪魔寄生体の母ともいえる存在。成長の方向によって、肉弾戦でも遠距離戦でもこなせるようになる万能タイプ。さらに、特定の悪魔憑きと生命力の共有や戦闘能力の受け渡しを行うことが可能。
変身後は人間の形状を保ったまま、頭部に角が生えて6枚の翼と尾が生える。変身による衣服の影響は背中部分が破けて破損（身を覆うのには十分な程度）。
名前の由来はギリシア神話に登場する怪物、エキドナ。
なお、プレイヤー用のデータとして公開される以前から小説版で設定が登場しており、そちらではストーリーの中核を担っている。

## デモンパラサイト異聞 鬼御霊
『デモンパラサイト異聞 鬼御霊』（以下『異聞』と略）は、2008年に発売された和風伝奇アクション物のテーブルトークRPGである。『デモンパラサイト』シリーズとほぼ同一のルールを使っており、『デモンパラサイト』と『異聞』はそれぞれをサプリメントとして互いのゲームに導入できる。販売側は『異聞』を「独立型サプリメント」という名前で呼んでいる。
『異聞』の世界は現代日本であるが、この世界でははるか古来より、悪鬼や妖怪と呼ばれてきた「荒神憑き」が暗躍しており、それらと退魔の力を持った「覚醒者」たちとの戦いが続いている。PCたちはこの「覚醒者」となり、荒神憑きを鎮めるために人知れず戦うこととなる。
「荒神憑き」も「覚醒者」も、鬼御霊（おにみたま）と呼ばれる霊的なモノに憑かれており、それにより超常的な力を発揮できる。「荒神憑き」に憑いている鬼御霊を荒魂（あらみたま）と呼び、「覚醒者」に憑いている鬼御霊を和魂（にぎみたま）と呼ぶ。
鬼御霊は『デモンパラサイト』の共生生物に相当しており、荒魂はヴィシャス、和魂はマイトにあたる。『異聞』では鬼御霊として以下が追加されている。なお、『異聞』の世界は『デモンパラサイト』と同一の世界観を共有しており、鬼御霊と同時に共生生物も存在するため、共生生物と鬼御霊を多重共生させることも可能。
フツノミタマ
物体変化の能力を持つ。様々な物体を武器に変えて攻撃したり、物体や空間から情報を読み取ることができる。
名前の由来はタケミカヅチの別名とも言われる神剣、布都御魂。
イツノオハバリ
肉体変化の能力を持つ。肉弾戦型という点ではヴォージェに近いが、攻撃より防御に秀でている。
名前の由来はイザナギがカグツチを殺すのに用いた剣、伊都之尾羽張神。
アメノトリフネ
風を操る能力を持つ。飛行能力や風を操って攻撃に用いることが可能。
名前の由来はタケミカヅチの副神にして神が乗る船の名である天鳥船神。
クロミカズラ
自身の視線や血液に呪力を乗せて攻撃することを得意とする。
名前の由来はイザナギが黄泉下りのさい、黄泉の追っ手に投げつけた髪飾りである黒御鬘。
モノザネ
守護霊を具現化させ、攻撃や防御に用いることができる。自身を補助する存在を生み出すという点でウォーコイトに似ている。
名前の由来はアマテラスとスサノオの誓約の際に神々を生み出した道具、武具である物実。

## 悪魔憑きではないキャラクター
「ディアボロス・ユニオン」以降のサプリメントでは、悪魔憑きに匹敵する能力を持った兵装・種族が追加されている。これらのキャラクターは、基本的には悪魔憑きと同様のルールで扱うことができるが、名称や追加ルールなど、細かい部分で違いがある。
鬼御霊
上記参照。
AAS（アーマードアサルトスーツ）
「ディアボロス・ユニオン」に収録。警視庁対悪魔課が開発したパワードスーツ。
AAS-AG07P 剛龍
白兵戦に特化した肉弾戦闘タイプ。
AAS-OF13P 紫電
射撃攻撃に特化したタイプ。
AAS-AR47P 嵐凰
特殊攻撃に特化したタイプ。
ミュータント
「ディアボロス・コーポレーション」に収録。大友製薬の研究によって生まれた人工的な悪魔憑き。既存の共生生物が持っている特殊能力を混ぜ合わせて所有しているのが特徴。
悪魔憑きと異なり普段から異形の姿をしているため、人間形状を取るためには特殊能力を使わなければならない。変身から戻る際に衣服は全損する。
アゾット
白兵戦に向いた能力を多く持つ。
名前の由来は錬金術師パラケルススの所有していた短剣アゾット。
カドゥケウス
遠距離攻撃に向いた能力を多く持つ。
名前の由来はギリシア神話の神ヘルメスが持つ杖カドゥケウス。
サイボーグ
「ディアボロス・コーポレーション」に収録。アレスによって開発された、ほぼ全身を機械化した人間。
TX-D037 フォボス
高い白兵戦闘能力と機動能力を併せ持ったタイプ。
名前の由来は火星の衛星であるフォボス。
FT-D086 ディモス
専用の車両を用いた戦闘や電子戦を得意とするタイプ。
名前の由来は火星の衛星であるダイモス。

## 製品一覧

### ルールブック・サプリメント
- デモンパラサイト・ルールブック
  - 基本ルールブック。2006年に新紀元社より書籍版にて発売。ISBN 4-7753-0482-8。
- デモンパラサイト・上級ルールブック
  - 追加データ中心のサプリメント。2006年に新紀元社より書籍版にて発売。ISBN 4-7753-0506-9。
- ディアボロス・スクールガイド
  - 須佐山学園の紹介を中心としたサプリメント。2007年に新紀元社より書籍版にて発売。ISBN 978-4-7753-0547-8。
- ディアボロス・プリズン
  - ヘルオンアースの紹介を中心としたサプリメント。2007年に新紀元社より書籍版にて発売。ISBN 978-4-7753-0559-1。
- ディアボロス・リバース
  - 過去Role&Rollに収録されたデータやシナリオを中心としたサプリメント。キャンペーンシナリオを収録。2007年に新紀元社より書籍版にて発売。ISBN 978-4-7753-0588-1。
- デモンパラサイト異聞 鬼御霊
  - これ一冊でも遊ぶことができるスタンドアロン型サプリメント。デモンパラサイトの世界で和風伝奇アクションを楽しむためのルールブック。2008年に新紀元社より書籍版にて発売。ISBN 978-4-7753-0605-5。
- ディアボロス・ユニオン
  - デモンパラサイトの世界で暗躍する4つの秘密組織の紹介を中心としたサプリメント。警視庁対悪魔課が開発したパワードスーツ「AAS（アーマードアサルトスーツ） 」のデータを掲載。これにより悪魔憑きではない普通の人間もPCにできるようになった。2008年に新紀元社より書籍版にて発売。ISBN 978-4-7753-0634-5。
- ディアボロス・コーポレーション
  - ディアボロス・ユニオンで紹介されなかった3つの組織の紹介を中心としたサプリメント。大友製薬が生み出した人工的な悪魔憑きであるミュータント、アレスが開発した全身機械化を施したサイボーグのデータを掲載。2009年に新紀元社より書籍版にて発売。ISBN 978-4-7753-0693-2。
- ディアボロス・エボリューション
  - 小説版で登場した共生生物「エキドナ」と、それを題材にした高レベルキャラクター向けのキャンペーンシナリオを収録。また、悪魔憑きに憑く悪魔憑き「ドミニオン」のデータを掲載。2009年12月に新紀元社より書籍版にて発売。ISBN 978-4-7753-0784-7。

### リプレイ
富士見ドラゴンブック
悪魔憑きシリーズ 著者：力造/グループSNE 監修：北沢慶 イラスト：兎塚エイジ
リプレイシリーズ1作目。ヒロイン2人がよりによって『クレイモア』『ヴォージェ』と、変身すると服が全損する共生生物を選んでしまったために、毎回戦闘後に大騒ぎを起こしていた。プレイヤーは5人。なお、他の3名の共生生物はそれぞれ『カラドボルグ』『ブリガンダイン』『ショーテル』。全3巻。
- 悪魔憑きの目覚め ISBN 4-8291-4472-6
- 悪魔憑きの放課後 ISBN 4-8291-4484-X
- 悪魔憑きの学園 ISBN 978-4-8291-4492-3

剣神（ブレードデモンズ）シリーズ 著者：力造/グループSNE 監修：北沢慶 イラスト：今野隼史
リプレイシリーズ2作目。グループSNEのリプレイには珍しく、プレイヤー名が明らかにされている。プレイヤーは明坂聡美、田中天、河村有木生、藤澤さなえの4名。キャラクター作成時の藤澤の勘違いから、全プレイヤーキャラクターが実の兄弟姉妹という珍しい展開になった。また、シリーズ後半で#デモンパラサイト異聞 鬼御霊が使用されている。使用キャラクターの共生生物は『ファランクス』『アルバレスト』『ウォーコイト』『モリオン』。全5巻。
- 剣神（ブレードデモンズ）(1)継承者 ISBN 978-4-8291-4502-9
- 剣神（ブレードデモンズ）(2)簒奪者 ISBN 978-4-8291-4515-9
- 剣神（ブレードデモンズ）(3)超越者 ISBN 978-4-8291-4521-0
- 剣神（ブレードデモンズ）(4)挑戦者 ISBN 978-4-8291-4528-9
- 剣神（ブレードデモンズ）(5)創世者 ISBN 978-4-8291-4534-0

極道☆キラリシリーズ 著者：藤澤さなえ/グループSNE 監修：北沢慶 イラスト：巻田佳春
リプレイシリーズ3作目。学園もののようなちょっとおかしいヤクザもの。使用キャラクターの共生生物は『グラディウス』『ドラグーン』『ヴァンプレイズ』『ショーテル』。全3巻。
- 極道☆キラリ(1) ISBN 978-4-8291-4542-5
- 極道☆キラリ(2) ISBN 978-4-8291-4547-0
- 極道☆キラリ(3) ISBN 978-4-8291-4574-6

ぬぎぬぎアクマとぱくぱくデーモン 著者：藤澤さなえほか/グループSNE 監修：北沢慶 イラスト：緒方剛志ほか
Role&Roll誌上で掲載されたリプレイをまとめたリプレイ集。ISBN 978-4-8291-4540-1
Role&Roll Books
デモンパラサイト異聞 源平鬼御魂 剣姫照魔伝 著者：友野詳・力造/グループSNE 監修：北沢慶 イラスト：陸原一樹
『鬼御魂』のルールを利用して源平合戦の時代をプレイするための追加ルールおよびデータと、左記を使用したリプレイを同掲したサプリメント。リプレイのゲームマスターは友野詳で、プレイヤーは鈴木銀一郎、深沢美潮、鈴吹太郎、大井雄起（グループSNEスタッフ）の4名。ISBN 978-4-7753-0676-5

### 小説
- デモンパラサイト
  - 魔獣の姫は、血を望む。 ISBN 978-4-8291-1924-2
  - 雪の女王は、死を欲す。 ISBN 978-4-8291-1955-6
  - 赤き鬼神は、魔を滅す。 ISBN 978-4-8291-1979-2
  - 氷の魔人は、闇に惑う。 ISBN 978-4-8291-3267-8
  - 黒き魔王は、覇を求む。 ISBN 978-4-8291-3352-1

### キネティックノベル
ocelotから『デモンパラサイト 悪魔のような天使の彼女』が発売中。TRPG用追加共生生物のデータも収録。

## その他

### カードゲーム
Lycee
シルバーブリッツのカードゲーム、Lyceeに参戦している。収録エキスパンションは、VisualArt's5.0など。